# Cantó d'Orly
El cantó d'Orly és un cantó francès del departament de Val-de-Marne, situat al districte de Créteil. Des del 2015 té 3 municipis.

## Municipis
- Ablon-sur-Seine
- Orly
- Villeneuve-le-Roi

## Història
| Data d'elecció                           | Identitat          | Partit                                | Qualitat |
| ---------------------------------------- | ------------------ | ------------------------------------- | -------- |
| 1967-2001                                | Gaston Viens       | PCF, després ADS                      |          |
| 2001-2008                                | François Philippon | Divers gauche, després Sense etiqueta |          |
| 2008-                                    | Christine Janodet  | ADS                                   |          |
| les dades anteriors no són pas conegudes |                    |                                       |          |
|                                          |                    |                                       |          |

## Demografia
| A partir de 1990: Població sense dobles comptes |